# Kóbor Noémi
Kóbor Noémi, születési és 1905-ig használt nevén Bermann Noémi, férjezett Kallós Istvánné (Budapest, 1896. augusztus 12. – Budapest, 1959. május 8.) magyar író, kritikus, műfordító.

## Élete

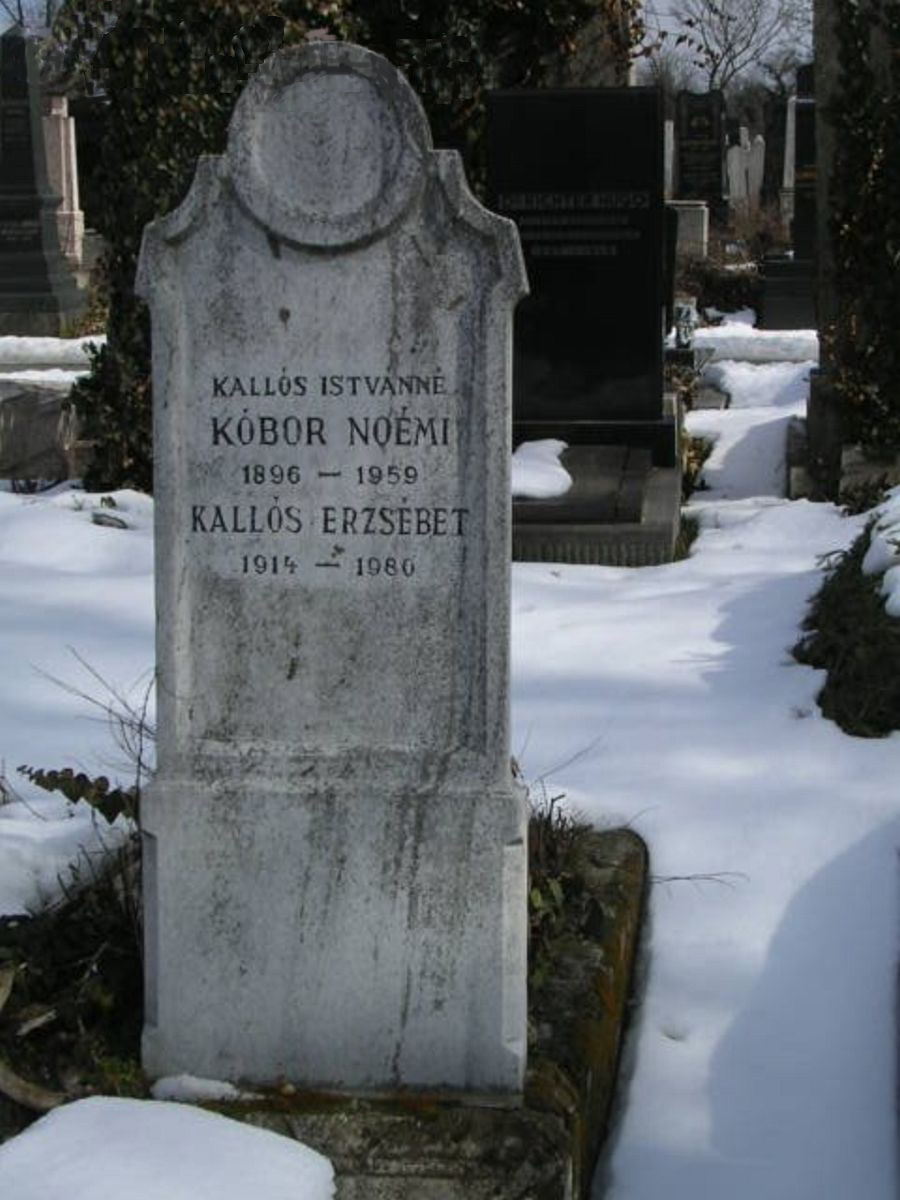
Sírja a Kozma utcai izraelita temetőben (5B-8-13)

Kóbor Tamás újságíró és Erdei Róza leánya. Középiskoláit szülővárosában végezte, korán kezdett el foglalkozni az irodalommal. A második világháborút megelőzően Az Újság című napilapnál dolgozott. Főként a korabeli külföldi irányzatok ismertetésének szentelte munkáját. 1920–tól 1939-ig publikálta könyvdrámáit, valamint regényeit. 1945 után fordított Gajdar, Borisz Gorbatov, Katajev, Alekszandr Kuprin, és Alekszej Tolsztoj műveiből. Sírja a Kozma utcai izraelita temetőben található (5B. parcella 8. sor 13. sírhely). A sírban fekszik még Kallós István első házasságából származó gyermeke Kallós Erzsébet is.

## Magánélete
1928. november 20-án Budapesten feleségül ment Kallós Istvánhoz, a Margitsziget Szálloda és Szanatórium Rt. igazgatójához, Klug Lipót és Schwarz Regina fiához.

## Művei
- Ezerkilencszáztizenhat. Anti tanár úr (1917)[7]
- Goethe (dráma, Budapest, 1920)
- Jeruzsálem pusztulása (dráma, Budapest, 1922)
- Koppány vezér (regény, Budapest, 1924)
- Elmúlt virágok (elbeszélés, Budapest, 1928)
- Mi lett belőlem? (regény, Budapest, 1934)
- És tedd rá éltedet (regény, Budapest, 1936)
- Az ismeretlen barát (regény, Budapest, 1939)